# Perdita (måne)
Perdita är en av Uranus månar. Den upptäcktes 18 maj 1999 av Erich Karkoschka, men också på fotografier från Voyager 2 från 1986. Satelliten fick därför den tillfälliga beteckningen S/1986 U 10 och också numreringen Uranus XXV.
Perdita är uppkallad efter dottern till Leontes och Hermione i William Shakespeares pjäs En vintersaga.